# 유가 (난기희후)
유가(劉嘉, ? ~ ?)는 전한 후기의 제후로, 노안왕의 증손이다.

## 생애
감로 원년(기원전 53년), 아버지 유거질의 뒤를 이어 난기후(蘭旗侯)에 봉해졌다. 시호를 희(釐)라 하였고, 작위는 아들 유위가 이었다.

## 출전
- 반고, 《한서》 권15하 왕자후표 下

| 선대 아버지 난기절후 유거질 | 전한의 난기후 기원전 53년 ~ ? | 후대 아들 유위 |